# Alida Molensteen
Alida Molensteen (geboren vor 1659; gestorben nach Juni 1660) war eine niederländische Schauspielerin.

## Leben
Über das frühe Leben von Alida Molensteen ist nichts bekannt. Ihr erster Auftritt an der Stadsschouwburg Amsterdam fand am 17. März 1659 statt. Dort spielte sie die Elvire in De Cid, einer niederländischer Version des Pierre-Corneille-Stücks von J. van Heemskerk. Danach trat sie in weiteren ernsten Theaterstücken, Farcen und Balletten auf. Ihr Lohn betrug 2,5 Gulden für den Auftritt. Ihr Name erscheint zum letzten Mal im Juni 1660 in Theaterberichten. Über ihre Herkunft ist nichts bekannt. Eine mögliche (familiäre) Verbindung könnte der Chirurg Nicolaas Molensteen (geb. 1655) sein, der in einer notariellen Urkunde aus dem Jahr 1689 zu Theaterangelegenheiten erscheint. Im Amsterdamer Theater schnitten und rasierten Chirurgen die Haare der Schauspieler. Es gab auch einen weiteren Chirurgen Pieter Molensteen, der 1685 im Amsterdamer Bürgerregister erwähnt wurde.